# Пронуклеарне перенесення ядер
Пронуклеарне перенесення ядер — метод штучного запліднення, при якому в донорську яйцеклітину, позбавлену ядра, переноситься ядро з іншої яйцеклітини.
Запліднення може бути як обох яйцеклітин перед переносом ядра сперматозоїдами від однієї особи, так і яйцеклітини після переносу. Після лабораторного запліднення яйцеклітина переноситься в матку матері. Внаслідок цього запліднення формується зародок, який містить ДНК від трьох батьків: ядерне ДНК від матері й батька та мітохондріальне ДНК від донора.
Створенням ембріону «від трьох батьків» вчені займалися до 1990-х років. Через те, що частина дітей виросла з генетичними відхиленнями, використання цієї методики ембріонологам заборонили. Пронуклеарне перенесення ядер є новою технологією.

## Потреба у проведенні процедури
У дітей жінок з генетичними відхиленнями в мітохондріях, можуть розвинутися найрізноманітніші хвороби: від розсіяного склерозу до втрати зору. За даними світової статистики, це може проявлятися в одному випадку на 3—5 тисяч новонароджених. Оскільки мітохондрії передаються дитині тільки від матері, то використання мітохондрій без відхилень у донора, дає можливість народити здорову дитину.

## Біоетика та законодавство
У більшості країн для проведення нових експериментальних процедур потрібен дозвіл від незалежної біоетичної комісії. Через це ця процедура не дозволена або не врегульована у країнах, крім Великої Британії, де вона законодавчо дозволена.
Противники цієї процедури вказують, що відбувається руйнування ембріонів.
На думку деяких вчених штучні зміни в яйцеклітині передаватимуться далі з покоління в покоління. Вони вважають, що немає гарантії, що дитина, яка народиться і проживе без відхилень, не передасть своїм потомкам хвороби, які можуть виникнути від «чужих» мітохондрій.
Деякі групи, зокрема Human Genetics Alert, вважають, що ця процедура може бути використана для отримання так званих «дизайнерських дітей». За рахунок зміни ДНК можуть народжуватися діти з бажаними параметрами краси, розуму чи здоров'я. Прихильники цієї процедури заперечують це тим, яйцеклітина в результаті «реконструкції» отримає генетичний набір ядерної ДНК від матері та батька (приблизно 25 тисяч генів) і тільки 37 генів цитоплазматичного ДНК від донора. Донорські гени не відносяться до тих, які впливають на формування параметрів «дизайнерських дітей».
У 2015 році парламент Великої Британії дозволив проведення цієї процедури. Аргументами було те, що це зможе допомогти 150 парам на рік. Як приклад наводили жінку з Ньюкасла, в якої померли всі семеро дітей через мітохондріальну хворобу.

## Проведені запліднення
Метод пронуклеарного перенесення ядер розробили науковці США. Перша процедура була проведена ними в 2016 році в Мексиці, оскільки в США вона офіційно не дозволена. Дитина народилася в йорданського подружжя, у якого померли двоє перших дітей через смертельну хворобу Лея у матері. Через мусульманські погляди подружжя процедура переносу ядра відбулася до запліднення, щоб не допустити знищення двох ембріонів. Було утворено п'ять ембріонів, з яких тільки один розвинувся нормально. Його і ввели ув матку матері. У хлопця, який народився через дев'ять місяців, виявилося, що лише 1 % його мітохондрій містять хворий ген (смертельна хвороби Лея розвивається, коли вражено щонайменше 18 % мітохондрій).
В Україні фактично відсутня комісія з біоетики, то заборона практично відсутня. У липні 2016 року спеціалісти київської приватної репродуктивної клініки «Надія» повідомили, що за допомогою цієї процедури завагітніли дві жінки. А в січні 2017 року в однієї з них народилася дитина. Перенесення ядра відбувалося з однієї заплідненої яйцеклітини до другої заплідненої.